# أنطونيو ماريا
أنطونيو ماريا (بالبرتغالية: Antônio Maria de Araújo Morais‏) هو صحفي وكاتب أغاني وملحن وكاتب وشاعر برازيلي، ولد في 17 مارس 1921 في ريسيفي في البرازيل، وتوفي في 15 أكتوبر 1964 في ريو دي جانيرو في البرازيل بسبب نوبة قلبية.

## وصلات خارجية
- أنطونيو ماريا على موقع ميوزك برينز (الإنجليزية)
- أنطونيو ماريا على موقع أول ميوزيك (الإنجليزية)
- أنطونيو ماريا على موقع ديسكوغز (الإنجليزية)